# 남원 만복사지 석조대좌
남원 만복사지 석조대좌(南原 萬福寺址 石造臺座)는 대한민국 전북특별자치도 남원시 만복사지에 있는, 고려시대의 불상 대좌이다. 1963년 1월 21일 대한민국의 보물 제31호로 지정되었다.

## 개요
만복사는 고려시대의 승려 도선이 창건하였다고 전하며, 불상을 올려놓는 받침인 석좌는 절 안에 위치하고 있다. 이 석좌는 거대한 하나의 돌로 상·중·하대를 조각하였는데 육각형으로 조각한 것이 특이하다.
하대는 각 측면에 안상(眼象)을 새기고, 그 안에 꽃을 장식했으며, 윗면에는 연꽃모양을 조각하였다. 중대는 낮으며, 짧은 기둥을 본떠 새겼다. 상대는 중대보다 넓어지고, 평평한 윗면 중앙에 불상을 끼웠던 것으로 보이는 네모진 구멍이 뚫려 있다. 옆면에 연꽃이 새겨졌던 부분은 주변 전체가 파손되었다.
이 작품은 통일신라시대의 전형적인 8각형에서 벗어난 6각형이며, 안상 안에 꽃을 장식한 것은 고려시대에 유행한 양식으로, 11세기경에 만들어진 것으로 추정된다.

## 같이 보기
- 만복사

## 참고 자료
- 남원 만복사지 석조대좌 - 국가유산청 국가유산포털